# おはようカルチャー
『おはようカルチャー』は、日本のロックバンド・go!go!vanillasが2017年1月18日にGetting Betterから発売した、3枚目のシングルである。

## 概要
前作から約1年4ヶ月ぶりのシングル。
通常盤と初回限定盤の2形態でリリースされた。初回限定盤付属DVDには、2016年に開催されたツアー「Kameleon Lights Tour 2016」の新木場Studio Coastで行われたファイナル公演の模様が収録された。
ジャケットにはフクロウのイラストがデザインされている。その意図について、牧は「文化って夜にも始まるじゃないですか。お酒を飲みながら会話をしてアイデアが浮かんだり、何かを始める準備っていうのは夜に起きることが多い。だから、あえて夜に起きる……夜行性のフクロウをジャケットにしてみました。朝だけが“おはよう”じゃないっていうのを意味してます。」と発言している。
2016年11月17日に今作のリリースが発表された。
12月7日にTOKYO FM系SCHOOL OF LOCK!にて表題曲「おはようカルチャー」が初オンエアされた。
11月25日には、初回限定盤付属DVD収録映像の詳細とジャケットが解禁された。
12月23日には表題曲「おはようカルチャー」のミュージック・ビデオが公開された。
今作を引っ提げて、2017年1月に『おはようカルチャーツアー2017 ～カルチャーショック編～』、2月には『おはようカルチャーツアー2017 ～クライマックス今夜の僕ら編～』が開催された。

## 収録内容

### CD
| 全編曲: go!go!vanillas。 |                              |            |       |
| #                        | タイトル                     | 作詞・作曲 | 時間  |
| 1.                       | 「おはようカルチャー」       | 牧達弥     | 05:04 |
| 2.                       | 「12:25」                    | 柳沢進太郎 | 04:19 |
| 3.                       | 「あの素晴しい愛をもう一度」 |            | 03:17 |
| 合計時間:                | 合計時間:                    | 合計時間:  | 12:40 |

### 初回限定盤付属DVD
| #         | タイトル                 | 作詞  | 作曲・編曲 | 時間  |
| --------- | ------------------------ | ----- | ---------- | ----- |
| 1.        | 「ラバーズ」             |       |            | 03:11 |
| 2.        | 「ニューゲーム」         |       |            | 04:13 |
| 3.        | 「エマ」                 |       |            | 04:02 |
| 4.        | 「チルタイム」           |       |            | 05:45 |
| 5.        | 「デッドマンズチェイス」 |       |            | 04:20 |
| 6.        | 「スーパーワーカー」     |       |            | 03:42 |
| 7.        | 「ヒートアイランド」     |       |            | 05:02 |
| 8.        | 「ギフト」               |       |            | 04:26 |
| 合計時間: | 合計時間:                | 34:41 |            |       |

## 楽曲解説

### CD
1. おはようカルチャー
  - 今作の表題曲。
  - ストレイテナーのホリエアツシがプロデュースに参加している。ホリエが自身のバンド以外の楽曲のプロデュースを手掛けるのは今回が初である[3]。
  - 「新しい文化の始まり」がテーマの楽曲。牧曰く、タイトルの「おはよう」は「太陽が燦々とした明るい“おはよう”じゃなくて夜明けみたいなイメージ」とのこと[2]。
  - 「ヒンキーディンキーパーティークルー」「平成ペイン」と合わせて三部作となることを意識して製作された楽曲[8]。
2. 12:25
  - 柳沢作詞・作曲・ボーカル曲。
  - 読みは「トゥエルブ トゥエンティファイブ」。
3. あの素晴しい愛をもう一度
  - 加藤和彦と北山修の楽曲のカバー。

## 収録映像解説

### 完全限定生産盤付属DVD
「Kameleon Lights Tour 2016 Tokyo Shinkiba Studio Coast 2016.5.28」
1. ラバーズ
2. ニューゲーム
3. エマ
4. チルタイム
5. デッドマンズチェイス
6. スーパーワーカー
7. ヒートアイランド
8. ギフト

## 参加ミュージシャン
go!go!vanillas
- 牧達弥（ボーカル・ギター）
- 柳沢進太郎（ギター・ボーカル）
- 長谷川プリティ敬祐（ベース）
- ジェットセイヤ（ドラムス）

## タイアップ
| 使用年 | 曲名               | タイアップ                                              |
| ------ | ------------------ | ------------------------------------------------------- |
| 2017年 | おはようカルチャー | テレビ朝日系『musicる TV』2017年1月度オープニングテーマ |

## ライブ映像作品
おはようカルチャー
- 1st LIVE FILM -AMAZING BUDOKAN 2020-
- LIVE FILM -My Favorite Things-

12:25
- 平成ペイン（完全限定生産盤）
- 青いの。（完全限定生産盤）